# ブルクヴェーデル
ブルクヴェーデル (ドイツ語: Burgwedel, 低地ドイツ語: Borwee) は、ドイツ連邦共和国ニーダーザクセン州ハノーファー広域連合に属す市である。

## 地理

### 市の構成
ブルクヴェーデルは以下の地区から構成されている。
- エンゲンゼン（1,479人）オルツタイル・ラーベルクを含む
- フールベルク（2,160人）
- グロースブルクヴェーデル（9,658人）行政機関の所在地
- クラインブルクヴェーデル（2,414人）ミューレンベルク、ジートルング・ハイデヴィンケル、ジートルング・ヴィーツェ、ジートルング・ヴュルムゼーを含む
- オルトホルスト（164人）
- テンゼ（1,496人）
- ヴェットマール（3,371人）テクサス、ヴルフスホルストを含む

（2020年7月1日現在）

### 隣接する市町村
ブルクヴェーデルは、北西から時計回りに、ヴィーツェ、ハムビューレン、アーデルハイツドルフ（以上、いずれもツェレ郡）、ブルクドルフ、イーゼルンハーゲン、ヴェーデマルク（以上、ハノーファー広域連合）と境を接している。

## 地理

### 地形の構造
市内の居住地区は、互いに農地や森で隔てられた村落を中心に発展したいくつかの郊外の住宅地からなっている。市内の森では特にフールベルク州有林が大きなものである。ハストブルーフ、トルネンモーア、オルトホルスター・モーア、その他いくつかの森などブルクヴェーデル市内には多くの自然保護区がある。ヴェットマール地区の北には、いくつかの農場以外は無人の、ヴィーツェンブルーフと呼ばれる広大な泥湿地・牧草地がツェレ郡との郡境まで広がっている。

### 水域
自然の水域としては、市域の西端に接するヴィーツェ川の他に、ヴルベック川、ヘングストベーケ川といった小川がある。オルトホルスター・モーアから湧出するヴルベック川は東でブルクドルフとの境界となり、その後フールバッハの北側にある州有林で町域を離れ、最終的にはヴィーケンベルク近郊でアラー川に合流する。ヘングストベーケ川は、アウトバーンのフールベルク/メレンドルフ・インターチェンジ付近でヴィーツェ川に注ぐ河口まで市域内を流れる。主邑グロースブルクヴェーデル付近の上流域は大昔から別の名で呼ばれていた。最初はメーレンベーケ川と呼ばれた。地名が高地ドイツ語に翻訳されて以後、最終的に「ディー・ヴェーデル」という名前になった。
人工的に造られた地表の水域には、数多くの排水溝の他に、現在は近郊の行楽地となっている2つの小さな湖がある。シュプリングホルスト湖は、1970年に砂や礫の採掘によって造られた。ヴュルム湖は泥炭の切り出しによって造られた。この湖は2014年に一時的にひどく干上がったことがあった。2016年の初めには広い範囲が水で浸かり、陸地化への対策が検討された。2016年の春以降、ブルクヴェーデル市が湖の一部を借り受け、夏の夜に地下水をヴュルム湖に組み上げ、水面を安定化させて、湖岸の何箇所かでそれまでなかった新たに生えた植物を伐採し、適切に泥土や植物を取り除くことを計画している。

## 歴史

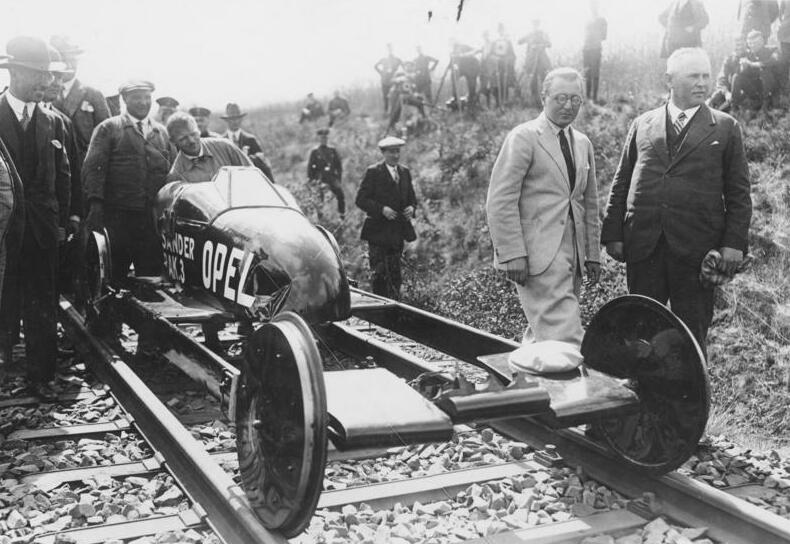
1928年、ブルクヴェーデルの試験線に配置されたロケット車両オペルRAK.3

ブルクヴェーデル (Burgwedel) という地名は、低地ドイツ語の地名 Groten- および Lüttschen Borwe、すなわちグロースおよびクラインブルクヴェーデルに由来する。
Borwe という単語は Dat schollt Borch wedde（「これは城になるだろう」）という言葉から Borchwede を経て生成された。したがって、Borch は行政機関の所在地を意味する。
ブルクヴェーデルは、ブルクヴェーデル伯領（後のアムツフォークタイ・ブルクヴェーデル、すなわちブルクヴェーデル代官区）の行政中心地として、1324年に初めて文献に記録された。ブルクヴェーデル城は1371年に初めて史料に明確に記されているが、中世盛期にはすでに存在していたと考えられる。この集落は破滅的な火災によりしばしば危機に直面した。その最後の危機となった1828年の火災では集落の2/3が焼失した。
ブルクヴェーデルに向かう、あるいは通る2つの鉄道路線が建設された。1901年にグロースブルクヴェーデル行きのハノーファー路面電車17号線が建設されたが、1956年にハノーファーのファザーネンクルークまでに短縮された。この他に鉄道ハノーファー - ツェレ線が市域を通り、グロースブルクヴェーデルに停車する。
オペルは1928年にブルクヴェーデルの帝国鉄道路線をロケット推進式鉄道車両の試験路線として利用した。

### 自治体の成立、都市権
ニーダーザクセン州の地域再編に伴い、1974年3月1日に、それまで独立した町村であったエンゲンゼン、フールベルク、グロースブルクヴェーデル、クラインブルクヴェーデル、オルトホルスト、テンゼ、ヴェットマールが合併して自治体ブルクヴェーデルが成立した。
2003年8月26日にブルクヴェーデルに都市権が授けられた。2003年12月31日までブルクヴェーデルは、当時のハノーファー行政管区に属していたが、ニーダーザクセン州の他の行政管区と同様に廃止された。

### 人口推移

ブルクヴェーデルの人口推移

## 住民

### 宗教

#### 福音主義＝ルター派教会

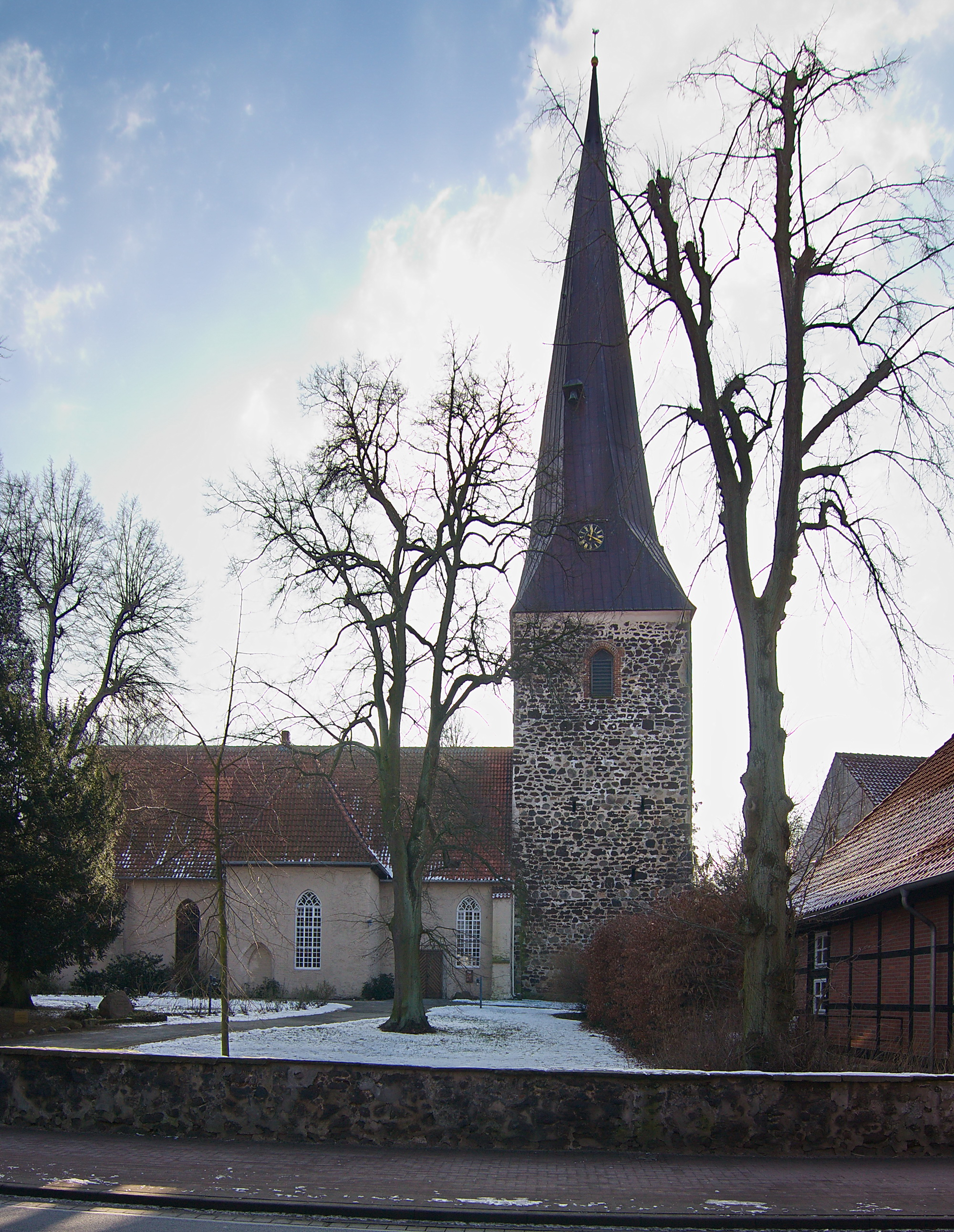
グロースブルクヴェーデルの聖ペトリ教会

##### グロースブルクヴェーデル
福音主義の聖ペトリ教会は、ブルクヴェーデル最大の宗教団体である。グロースブルクヴェーデルの中心に位置する聖ペトリ教会は、一部ロマネスク様式、一部ゴシック様式の教会堂で、おそらく1200年頃に建設された。銅葺きの教会塔は、高さ約 60 m（壁部分 20 m、屋根部分 38 m、先端部 2 m）である。
グロースブルクヴェーデルは、ブルクドルファー・ラント教会地区アムトの本部所在地でもある。この教会地区アムトにはハノーファー福音ルター派州教会のブルクドルフ教会地区、ブルクヴェーデル＝ランゲンハーゲン教会地区が属している。

##### ヴェットマール
ヴェットマール＝エンゲンゼン＝テンゼ教会シュピールには、聖マルクス教会組織が含まれる。その中心がヴェットマール地区の聖マルクス教会である。この教会堂は、建築家コンラート・ヴィイルヘルム・ハーゼによって1854年から1855年に完成した。

##### フールベルク
フールベルクの福音主義＝ルター派の教会組織の中心は、村の中心にあるルートヴィヒ＝ハルムス教会である。

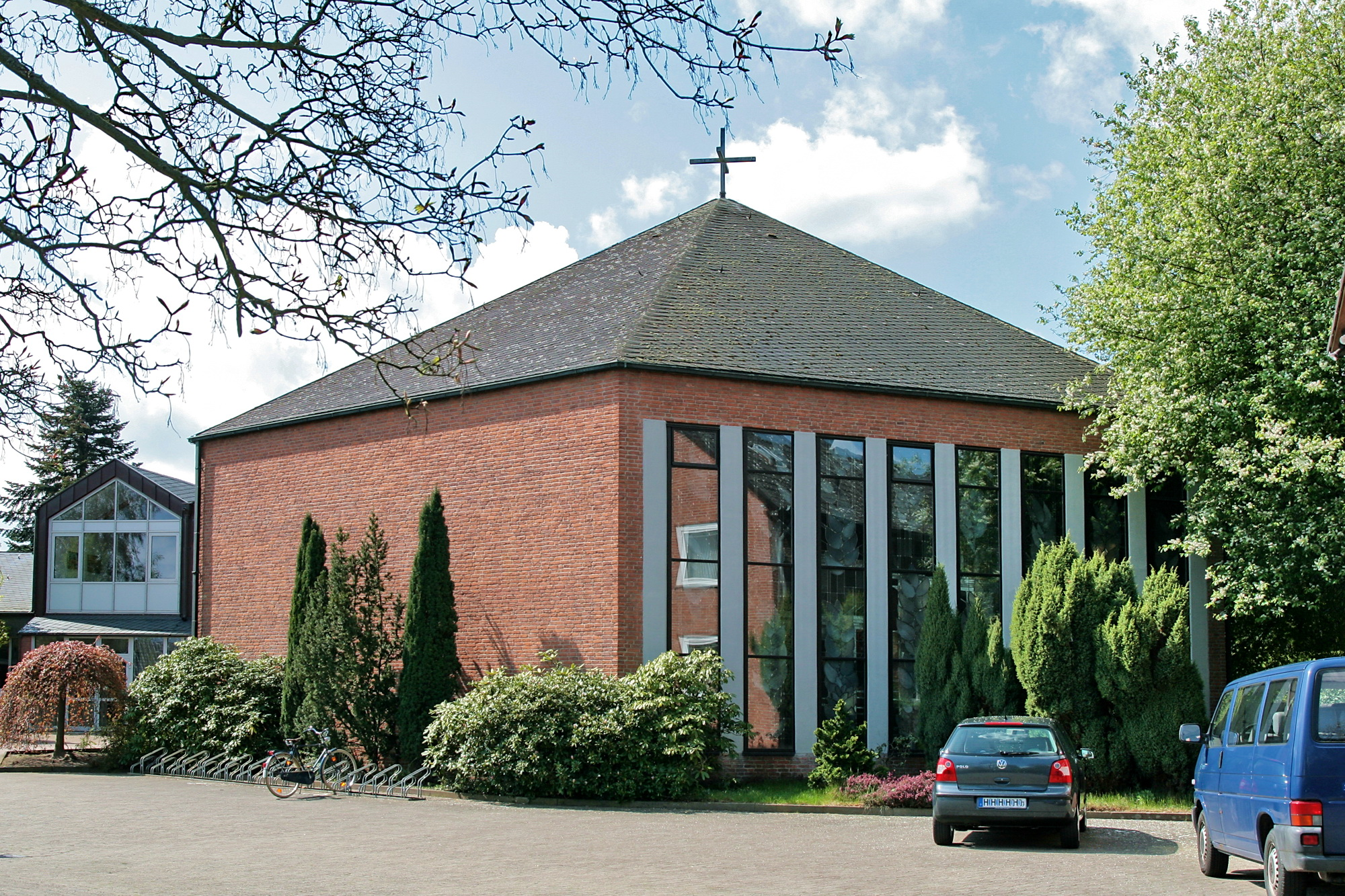
聖パウルス教会

#### ローマ＝カトリック教会
カトリックのブルクヴェーデル聖パウルス教会区は、本市で2番目に大きな宗教団体である。この教会区はヒルデスハイム司教区に属しており、したがって北のハンブルク教会管区に属している。聖パウルス教会は、1976年にハノーファー北部首席司祭区の再編成によって教区教会に昇格したが、それ以前から、1969年にはすでに代理司祭が、1970年に教会組織が明記されている。それ以前の時代にはベルクヴェーデルのカトリック信者はブルクドルフの聖ニコラウス教会区に属していた。ハノーファーの建築家カール＝アウグスト・ムートが設計した約300席の信者席がある六角形の教会堂は、1966年2月5日にヒルデスハイム司教ハインリヒ・マリア・ヤンセンによって、当時のローマ教皇パウロ6世の守護聖人である使徒パウロに献堂された。この教会はブラウンシュヴァイクの芸術家クラウス・キリアンによる、十字架の道行きを描いたステンドグラスの窓を持つ。この他に祭壇の上の勝利の十字架およびアンボン（説教壇）や扉の上の塑像がある。聖パウルス教会が建設される以前は、福音主義の聖ペトリ教会でカトリックの神事が行われていた。
この教区には隣のイーゼルンハーゲンのファルスター・バウアーシャフト、ホーエンホルスター・バウアーシャフト、キルヒャー・バウアーシャフト、ニーデルンヘーゲナー・バウアーシャフト、ノイヴァルムビューヘン集落およびキルヒホルストの一部が含まれており、信者数は3,769人である（2017年1月1日現在）。

#### その他のキリスト教会
新使徒教会は、オスターヴィーゼン住宅地の聖パウルス教会のすぐ隣にある。
2005年秋から、「フライシュティール」という名称の福音主義自由教会も存在する。

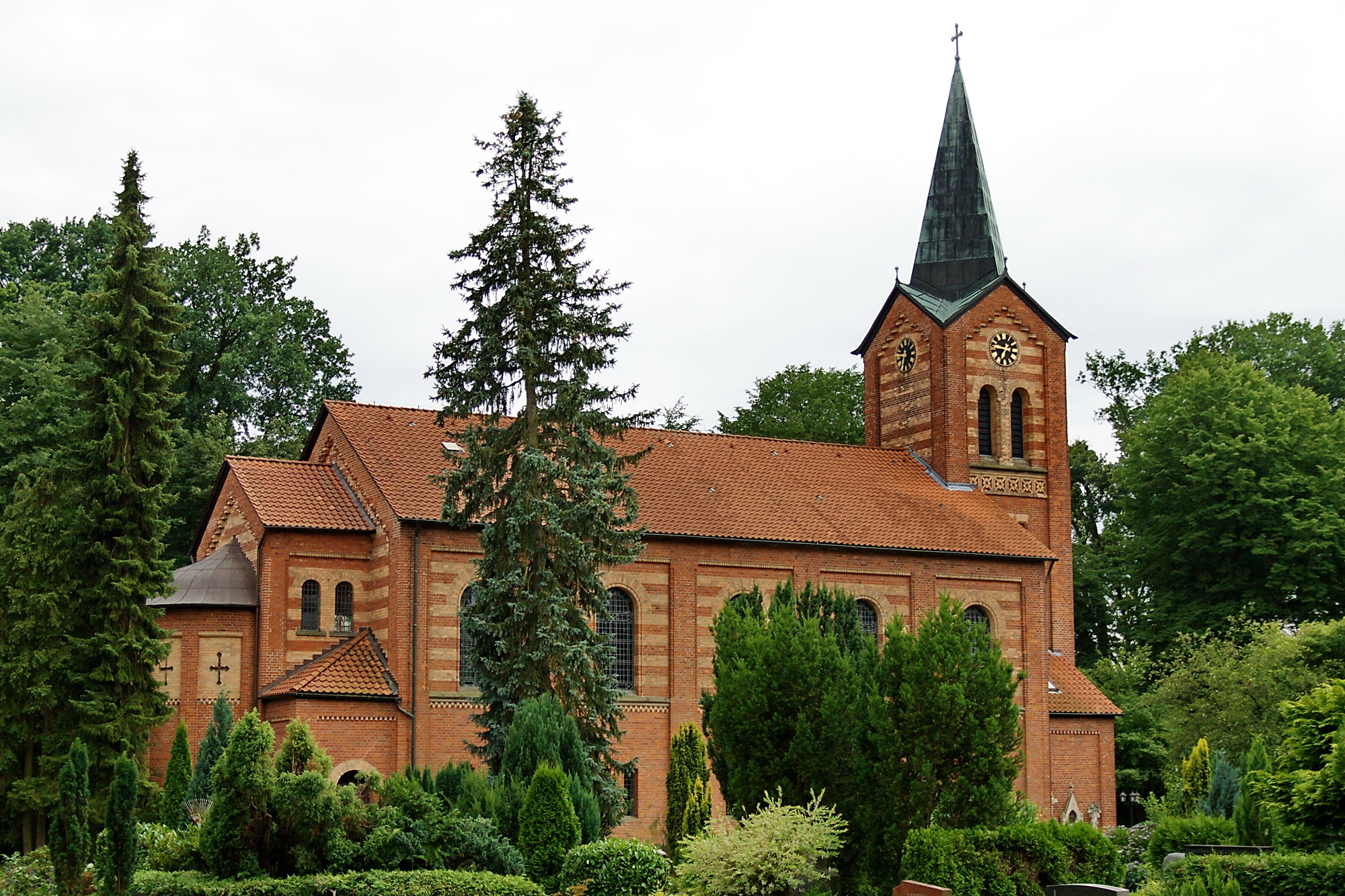
ヴェットマールの聖マルクス教会
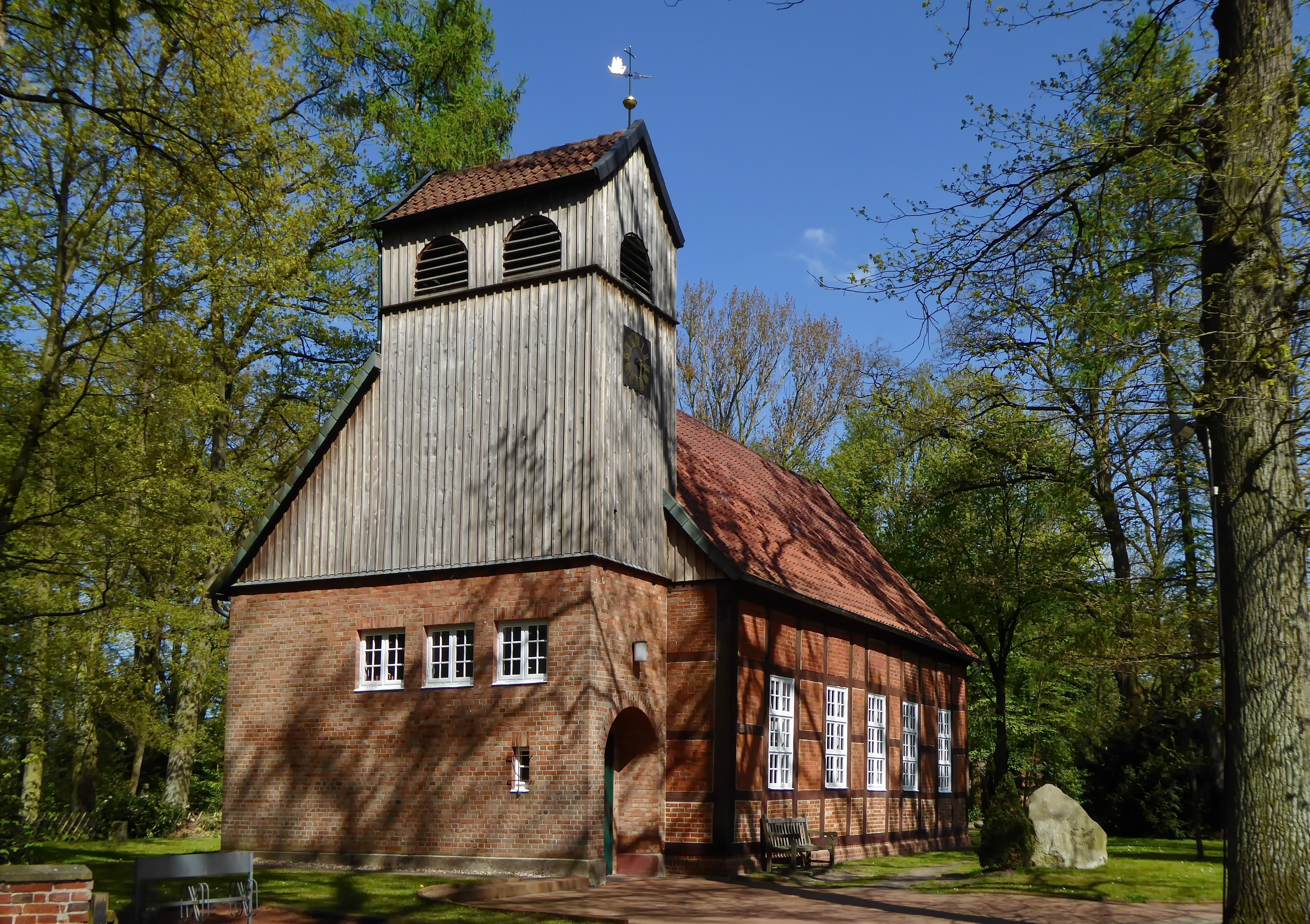
フールベルクのルートヴィヒ＝ハルムス教会

## 行政

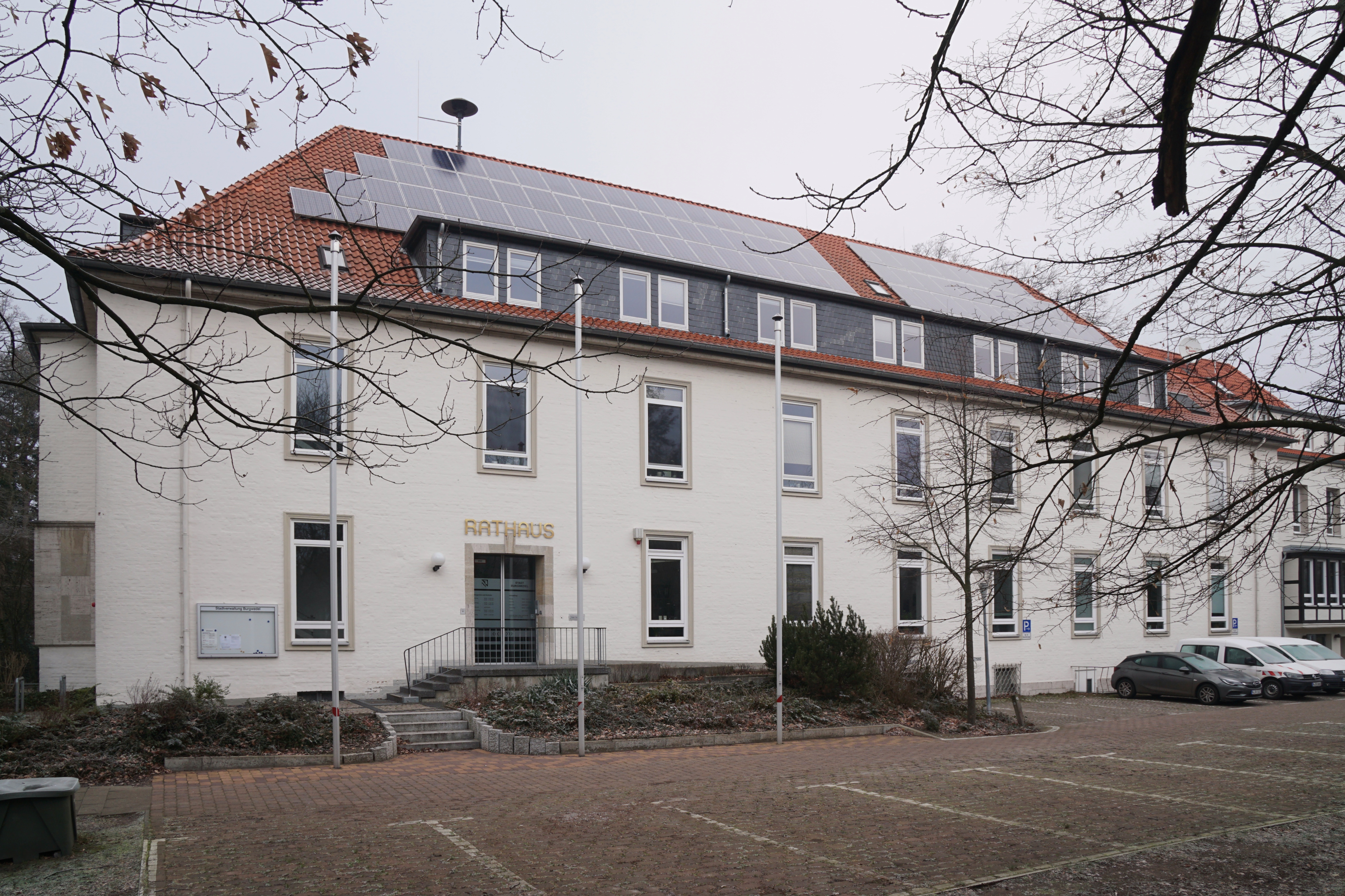
ブルクヴェーデルの市庁舎

### 議会
ブルクヴェーデルの市議会は34議席からなる。これは人口20,001人から25,000人の市に対する議会定数である。市議会議員は5年毎に住民の選挙で改選される。市議会においては議員の他に市長も投票権を有している。

### 首長
オルトルート・ヴェント (CDU) は、2021年9月26日に市長に選出された。

### 地区議会
ブルクヴェーデル市の市区には7つの地区議会があり、合計41人の地区議会議員が存在する。

### 紋章
ブルクヴェーデル市の紋章デザインは、カール・ヴルフによってなされた。この紋章は旧ブルクドルフ郡の紋章を白黒反転させたものである。この町の紋章は1977年4月20日にハノーファー郡によって認可された。
図柄: 黒地と銀地に斜めに二分割。上部は内側を向き、赤い舌を出した銀の狼。下部は、中央にボルトが付き、両端が尖った黒いヴォルフスアンゲル。
紋章の由来: この紋章の構成要素は、かつて存在したブルクドルフ郡の象徴である。色を反転させることで2つの紋章の混同を防いでいる。この紋章は、ヘルマン・レンスの農民年代記「デア・ヴェールヴォルフ」をモデルにしている。この小説のストーリーは主に現在のブルクヴェーデルの市域に関係している。中でもエンゲンゼン、ヴェットマール、フールベルクは、頻繁に言及されている。

### 姉妹都市
- ドンフロン（フランス語版、英語版）（フランス、オルヌ県）[25]

## 経済と社会資本

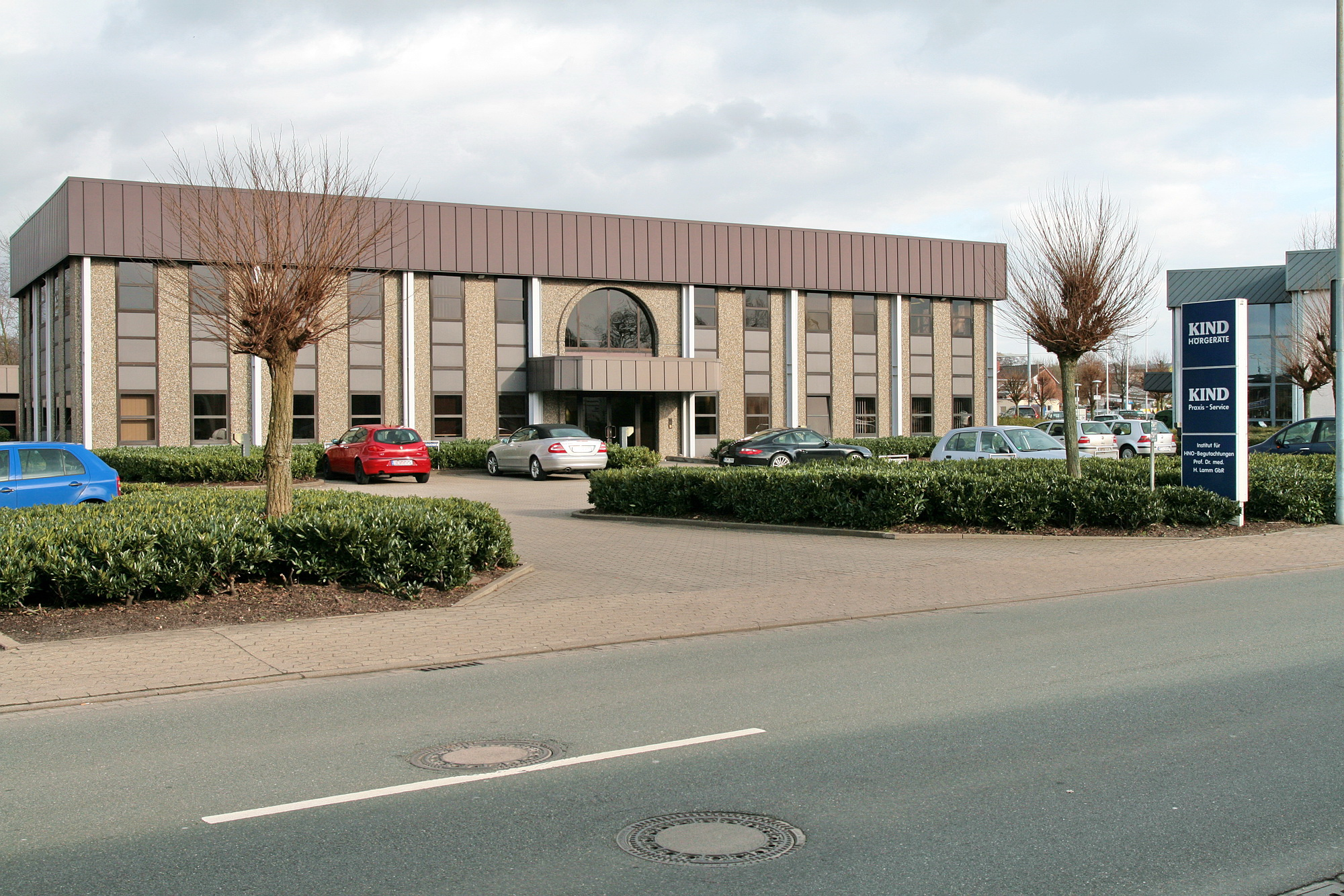
KIND-補聴器本社

### 企業
ブルクヴェーデルは、ドラッグストアチェーン「ロスマン」の本社およびKIND-補聴器の本社所在地である。さらに動物用ワクチン製造業者ブルクヴェーデル・バイオテク（旧エセックス・アニマル・ヘルス、MSD傘下で抗エボラワクチンなどを製造している）、ベーカリーデコレーション製造業者ピッカード、整形外科用装具製造業者Thuasne Thämert、化粧品製造業者ヒルデガルト・ブラウクマン、その他中小企業が市内に存在する。この他に連邦アウトバーン7号線のグロースブルクヴェーデル・インターチェンジのすぐ近くに、1976年に開店した家具店イケアがある。これはドイツに現在もある支店の中で2番目に古い店舗である。
ブルクヴェーデルにある福音主義のペスタロッツィ財団は、市域を超えて、学校・教育および幼稚園、青年援助、障害者援助といった分野で多彩な施設を運営している。

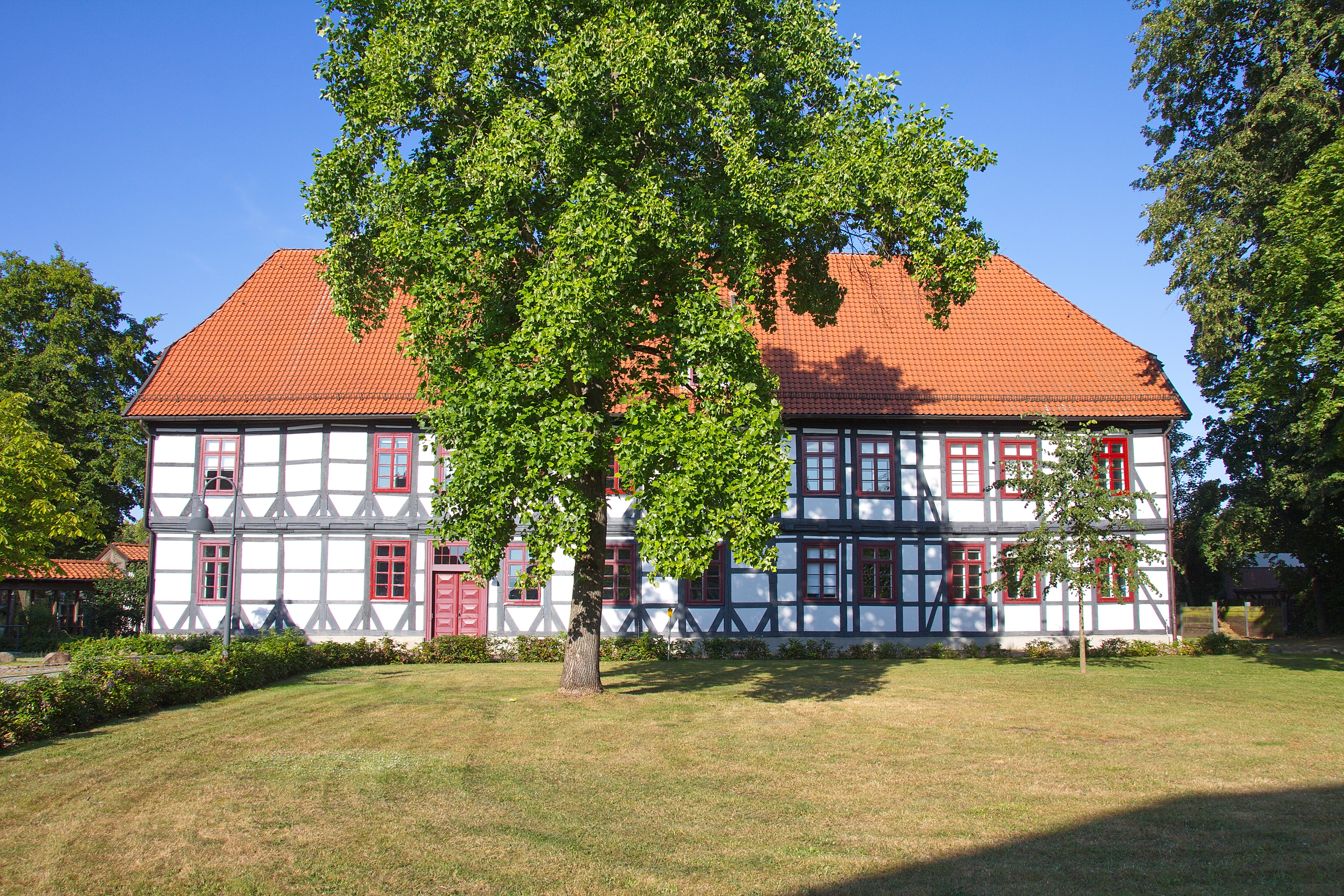
ブルクヴェーデル区裁判所

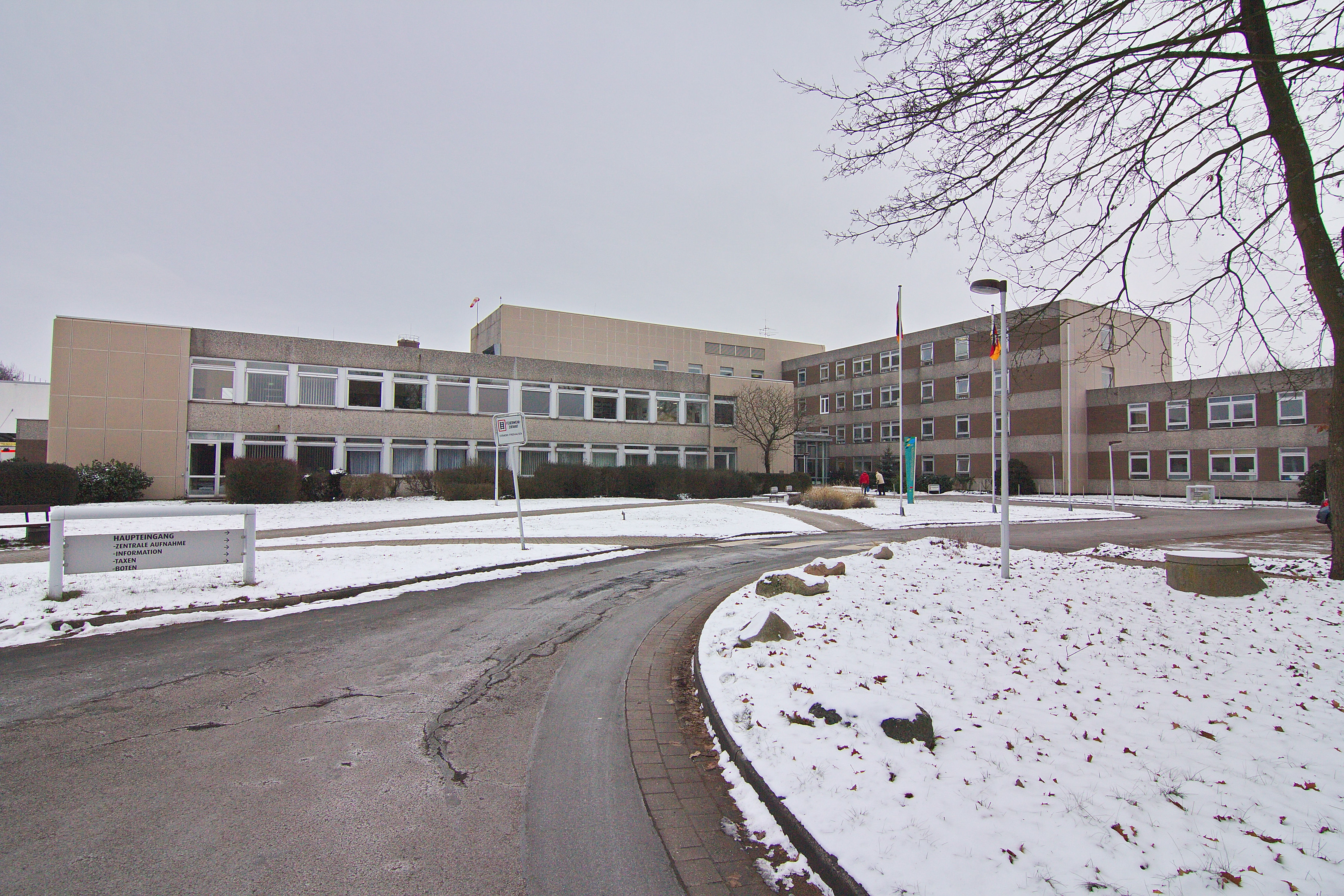
グロースブルクヴェーデル・クリーニクム

### 公共施設
グロースブルクヴェーデル市区にブルクヴェーデル区裁判所がある。この裁判所はツェレ上級地方裁判所の下位に位置している。さらにツェル職業安定所の事務所が同じくグロースブルクヴェーデル市区にある。
ブルクヴェーデル市内には、州都ハノーファーの最も重要な水道施設の1つであるフールベルク浄水場がある。近隣への水供給はヴェットマール近郊の別の浄水場が存在する。
グロースブルクヴェーデルにはクリーニクム・レギオン・ハノーファー（ハノーファー広域連合病院）に属すクリーニクム・グロースブルクヴェーデルがある。2008年末、ボランティアたちが、公認のフードバンクをブルクヴェーデルに開設した。

### 教育
グロースブルクヴェーデルには、ギムナジウム、統合型総合学校、オーバーシューレ、養護学校（学習に重点）、基礎課程学校1校がある。基礎課程学校はこの他に、フールベルク、テンゼ、クラインブルクヴェーデル、ヴェットマールにある。5、6、7年生は、昼食、宿題指導、クラブ活動が行われる「オフェーネ・ガンツタークシューレ」（直訳: 開放全日制学校）に月曜日から木曜日まで通う機会が与えられる。
この他に、グロースブルクヴェーデルのペスタロッツィ財団は、社会的・情動的発達のための養護学校およびペスタロッツィ＝セミナー（社会援助および教育専門学校）を運営している。
グロースブルクヴェーデルのアルテス・ハウスに市立図書館がある。この他にフールベルク、クラインブルクヴェーデル、テンゼ、ヴェットマールにも図書館がある。

### 交通
ブルクヴェーデル市内をアウトバーン A7号線が通っており、インターチェンジ 54（グロースブルクヴェーデル・インターチェンジ）がある。このインターチェンジは、ロスマン企業センターや家具店イケアに直接接続している。近年拡充されたバイパス道路網によって、内市街の通行量が緩和され、連邦アウトバーンのインターチェンジから学校・スポーツセンターおよびブルクドルフやヴェーデマルクへの接続も改善された。
この他に重要な鉄道路線であるハノーファー - ツェレ線がこの街を通っている。グロースブルクヴェーデル駅には1時間間隔でゲッティンゲン - ハノーファー - ユルツェン線の旅客列車が発着する。この列車は2005年12月からメトロノーム鉄道が運行している。この路線は、Landesnahverkehrsgesellschaft Niedersachsen mbH（ニーダーザクセン州立近郊交通共同体 mbH）の車両プールの2階建て車両が用いられている。

## 人物

### 出身者
- カール・フォン・アルテン（ドイツ語版、英語版）（1764年 - 1840年）ハノーファー＝ブリテンの将軍、官僚。
- オットー・ヴェーラー（1894年 - 1987年）軍人。最終階級はドイツ国防軍歩兵大将。
- バーバラ・ツィーベル（1955年 - ）都市・地域プランナー。
- ベッティーナ・ツィンマーマン（ドイツ語版、英語版）（1975年 - ）女優、モデル。
- ヴァルミル・スレイマニ（ドイツ語版、英語版）（1996年 - ）ドイツ＝コソボ人サッカー選手。

### ゆかりの人物
- カルステン・フリードリヒ・ホッペンシュテット（ドイツ語版、英語版）（1937年 - ）政治家。欧州議会議員（1989年-1999年、2004年-2009年）を務めた。1974年から2005年までブルクヴェーデルの市長を務めた。
- ディルク・ロスマン（ドイツ語版、英語版）（1946年 - ）企業家、文筆家。ドラッグストア・チェーン「ディルク・ロスマン」の創業者。
- ヴィリー・ライマン（ドイツ語版、英語版）（1949年 - ）サッカー選手、指導者。
- ディーター・シャッツシュナイダー（ドイツ語版、英語版）（1958年 - ）サッカー選手、指導者。クラインブルクヴェーデルに住んでいる。
- ハラルト・ヴェルツァー（ドイツ語版、英語版）（1958年 - ）社会学者、社会心理学者。ブルクヴェーデルでアビトゥーアを修得した。
- クリスティアン・ヴルフ（1959年 - ）政治家。連邦大統領（2010年-2012年）。
- ガンディス・ザンボ（ドイツ語版、英語版）（1966年 - ）女優、司会者。グロースブルクヴェーデルでアビトゥーアを修得した。
- ベッティーナ・ヴルフ（ドイツ語版、英語版）（1973年 - ）クリスティアン・ヴルフの妻。グロースブルクヴェーデルで育った。
- ゲーラルド・アサモア（1978年 - ）サッカー選手。
- スティーブ・チェルンドロ（1979年 - ）サッカー選手、指導者。グロースブルクヴェーデルに住んでいる。
- マイク・ハンケ（1983年 - ）サッカー選手。

## 関連図書
- Erich Stoll (1972). Grossburgwedel: Chronik. Großburgwedel: Eigenverlag
- Landkreis Hannover, ed (1985). Wappenbuch Landkreis Hannover. Hannover. pp. 104–121
- Bischöfliches Generalvikariat Hildesheim, ed (1995). Handbuch des Bistums Hildesheim, Teil 2: Region Hannover. Hildesheim. pp. 104–107
- Christian Heppner (1999). Gemeinde Burgwedel. ed. Burgwedel: die Geschichte der sieben Dörfer Engensen, Fuhrberg, Großburgwedel, Kleinburgwedel, Oldhorst, Thönse, Wettmar. Hannover